# Kathleen Quinlan
Pour les articles homonymes, voir Quinlan.
Kathleen Quinlan est une actrice américaine, née le 19 novembre 1954 à Pasadena, en Californie.

## Biographie
En avril 1994 elle se marie à l'acteur Bruce Abbott avec qui elle a eu deux enfants.
Elle interprète la mère de Michael Scofield dans Prison Break.
Elle a été nommée aux Oscars pour le meilleur second rôle dans Apollo 13.

## Filmographie

### Cinéma
- 1972 : La Femme sans mari (One Is a Lonely Number) de Mel Stuart : (Non créditée)
- 1973 : American Graffiti de George Lucas : Peg
- 1976 : L'Adam de la mer (Lifeguard) de Daniel Petrie : Wendy
- 1977 : Nightmare in Blood de John Stanley :
- 1977 : Les Naufragés du 747 (Airport '77) de Jerry Jameson : Julie
- 1977 : Jamais je ne t'ai promis un jardin de roses (I Never Promised You a Rose Garden) de Anthony Page : Deborah Blake
- 1979 : The Promise de Gilbert Cates : Nancy McAllister / Marie Adamson
- 1979 : The Runner Stumbles (en) de Stanley Kramer : Sœur Rita
- 1980 : Les Séducteurs (Sunday Lovers) de Bryan Forbes, Édouard Molinaro, Dino Risi et Gene Wilder : Laurie (segment Skippy)
- 1982 : La Folie aux trousses (Hanky Panky) de Sidney Poitier : Janet Dunn
- 1983 : Independence Day de Robert Mandel : Mary Ann Taylor
- 1983 : La Quatrième Dimension (Twilight Zone: The Movie) de John Landis, Steven Spielberg, Joe Dante et George Miller : : Helen Foley
- 1984 : The Last Winter de Riki Shelach Nissimoff : Joyce
- 1985 : Contact mortel (Warning Sign) de Hal Barwood : Joanie Morse
- 1987 : Wild Thing de Max Reid : Jane
- 1987 : Man Outside de Mark Stouffer : Grace Freemont
- 1988 : Meurtre à Hollywood (Sunset) de Blake Edwards : Nancy Shoemaker
- 1988 : Le Secret de Clara (Clara's Heart) de Robert Mulligan : Leona Hart
- 1991 : The Doors de Oliver Stone : Patricia Kennealy
- 1994 : Procès devant jury (Trial by Jury) de Heywood Gould : Wanda
- 1995 : Apollo 13 de Ron Howard : Marilyn Lovell
- 1995 : Le Parfait Alibi (Perfect Alibi) de Kevin Meyer : Melanie Bauers
- 1997 : Zeus et Roxanne (Zeus and Roxanne) de George Miller : Mary Beth Dunhill
- 1997 : Breakdown - Point de rupture (Breakdown) de Jonathan Mostow : Amy Taylor
- 1997 : Event Horizon, le vaisseau de l'au-delà (Event Horizon) de Paul W. S. Anderson : Peters, Med Tech
- 1997 : Lawn Dogs de John Duigan : Clare Stockard
- 1998 : Le Géant et moi (My Giant) de Michael Lehmann : Serena Kamin
- 1998 : Préjudice (A Civil Action) de Steven Zaillian : Anne Anderson
- 2003 : The Battle of Shaker Heights (en) d'Efram Potelle (en) et Kyle Rankin et Kyle Rankin et Kyle Rankin : Eve
- 2004 : El Padrino de Damian Chapa : Judge Scorsi
- 2006 : La colline a des yeux (The Hills Have Eyes) de Alexandre Aja : Ethel Carter
- 2007 : American Fork de Chris Bowman : Agnes Orbison
- 2007 : Agent double (Breach) de Billy Ray : Bonnie Hanssen
- 2008 : Poundcake de Rafael Monserrate : Carol
- 2008 : Le Témoin amoureux (Made of Honor) de Paul Weiland : Joan
- 2009 : Adult Film: A Hollywood Tale de Brent Florence : Mary Bernstein
- 2010 : Elektra Luxx de Sebastian Gutierrez : Rebecca Linbrook
- 2010 : The River Why de Matthew Leutwyler : Ma
- 2010 : Eagles in the Chicken Coop de Brent Florence : Mary Bernstein
- 2010 : Harm's Way de Melanie Orr : Bea
- 2011 : After de Pieter Gaspersz : Nora Valentino
- 2012 : Life's an Itch de Kevin Alan Kent : Audrey
- 2013 : Horns de Alexandre Aja :  Lydia Perrish
- 2014 : After de Pieter Gaspersz : Nora Valentino
- 2024 : Horizon : Une saga américaine, chapitre 2 (Horizon: An American Saga – Chapter 2) de Kevin Costner : Annie Pine

### Télévision

#### Téléfilms
- 1974 : Can Ellen Be Saved? de Harvey Hart : Melissa
- 1974 : Les Derniers survivants (Where Have All the People Gone) de John Llewellyn Moxey : Deborah Anders
- 1975 : The Missing Are Deadly de Don McDougall : Michelle
- 1975 : L'Enquête de Monseigneur Logan (The Abduction of Saint Anne) de Harry Falk : Anne Benedict
- 1975 : The Turning Point of Jim Malloy de Frank D. Gilroy : Edith Evans
- 1977 : Le Trottoir des grandes (Little Ladies of the Night) de Marvin J. Chomsky : Karen Brodwick
- 1981 : Des filles canon (She's in the Army Now) de Hy Averback : Pvt. Cass Donner
- 1984 : When She Says No de Paul Aaron : Rose Michaels
- 1985 : Blackout de Douglas Hickox : Chris Graham
- 1985 : Children of the Night de Robert Markowitz : Lois Lee
- 1987 : La légende des amants maudits (Dreams Lost, Dreams Found) de Willi Patterson : Sarah McAllister
- 1989 : Seule dans la tour de verre (Trapped) de Fred Walton : Mary Ann Marshall
- 1990 : The Operation de Thomas J. Wright : Ginnie
- 1991 : Cat's : les tueurs d'hommes (Strays) de John McPherson : Lindsey Jarrett
- 1992 : An American Story de John Gray : Hope Tyler
- 1993 : L'Enfance mise à prix (Stolen Babies) de Eric Laneuville : Bekka
- 1993 : Hors la Loi - Conflit (Last Light) de Kiefer Sutherland : Kathy Rubicek
- 1996 : Le Lac du doute (In the Lake of the Woods) de Carl Schenkel : Kathy Waylan
- 1999 : La Vie secrète d'une milliardaire (Too Rich: The Secret Life of Doris Duke) de John Erman : Nanaline Duke
- 2003 : Un bébé tombé du ciel (Blessings) de Arvin Brown : Meredith Blessing
- 2004 : Le Parfait Amour (Perfect Romance) de Douglas Barr : Tess Kelley
- 2004 : Dans la peau du tueur (The Riverman) de Bill Eagles : Sande Keppel
- 2004 : Les Fantômes de l'amour (The Dead Will Tell) de Stephen Kay : Beth Hytner
- 2009 : Empire State de Jeremy Podeswa : Colleen Cochrane
- 2009 : Prison Break: La Dernière Évasion (Prison Break: The Final Break) de Kevin Hooks et Brad Turner (vidéo) : Christina Rose Scofield
- 2011 : Cinema Verite de Shari Springer Berman et Robert Pulcini : Mary
- 2018 : Mon bébé, kidnappé par son père (Saving My Baby) de Michael Feifer : Virginia

#### Séries télévisées
- 1973 : Emergency! : Janet
- 1974 : Owen Marshall: Counselor at Law : Jill
- 1974 : Sergent Anderson (Police Woman) : Debbie Sweet
- 1974 : Kojak : Janet Conforti
- 1974 : Lucas Tanner (en) : Joyce Howell (2 épisodes)
- 1974 : L'Homme de fer (Ironside) : Peggy Lynch
- 1974-1976 : La Famille des collines (The Waltons) : Selina Linville (2 épisodes)
- 1975 : Switch : Robin Morgan
- 1975 : Three for the Road :
- 1975 : Joe Forrester :
- 1986-1988 : Alfred Hitchcock présente (Alfred Hitchcock Presents) : Ann Foley (2 épisodes)
- 1993 : Tribeca : Karen
- 1993 : La Chambre secrète (The Hidden Room) : Julia
- 1995 : Picture Windows : Hooker
- 1999 : Diagnostic : Meurtre (Diagnosis Murder) : Dr Kate Delieb
- 1999-2002 : Associées pour la loi (Family Law) : Lynn Holt (68 épisodes)
- 2006 : Dr House (House M.D.) : Arlene McNeil
- 2007 : Les Experts (CSI: Crime Scene Investigation) : Barbara Tallman
- 2008-2009 : Prison Break : Christina Rose Scofield (8 épisodes)
- 2010 : The Event : Erika Jarvis (2 épisodes)
- 2011 : Stargate Universe : Sénatrice Michaels
- 2011 : Glee : Dr Shane
- 2012-2013 : Chicago Fire : Nancy Casey / Casey's Mother (7 épisodes)
- 2012-2014 : Blue : Jessica (7 épisodes)
- 2018 : Runaways (série télévisée) : Susan Ellerh

## Voix françaises
| - Frédérique Tirmont dans : - Apollo 13 (1995) - Préjudice (1998) - Associées pour la loi (1999-2002) - Un bébé tombé du ciel (2003) - Le Parfait Amour (2004) - Les Fantômes de l'amour (2004) - Les Experts (2007) - Prison Break (2008-2009) - Béatrice Delfe dans : - La Folie aux trousses (1982) - The Last Winter (1983) - Laure Sabardin dans : - Breakdown (1997) - Event Horizon, le vaisseau de l'au-delà (1997) - Françoise Cadol dans : - Le Géant et moi (1998) - La Vie secrète d'une milliardaire (1999) | - Frédérique Cantrel dans : - Le témoin amoureux (2008) - Chicago Fire (2012-2013) - Danièle Douet dans : - La Colline a des yeux (2006) - Horns (2014) et aussi - Sylvie Feit dans Les Naufragés du 747 (1977) - Francine Lainé dans Jamais je ne t'ai promis un jardin de roses (1977) - Janine Forney dans Les Séducteurs (1980) - Jocelyne Darche dans La Quatrième Dimension (1983) - Emmanuèle Bondeville dans Meurtre à Hollywood (1988) - Michèle Buzynski dans The Doors (1991) - Brigitte Aubry dans Le Parfait Alibi (1995) - Yumi Fujimori dans Zeus et Roxanne (1997) - Annie Le Youdec dans La Demande en mariage (2015) |